# Чамакоко
Чамакоко је етничка заједница која највећим делом живи у Парагвају. Мањи део овог народа живи у Бразилу. Укупна бројност народа је око 2000 људи.
Чамакоко су подељени у две групе: Ебитозо, који су насељавали обале реке, и Томарахо, који су насељавали шумска станишта. Иако некада радвојене, ове две групе сада заједно насељавају области које им је одредио Национални домородачки институт Парагваја. У последњем попису ове две етничке заједнице разматране су одвојено. Ебитозо су чинили 1,6% домородачког становништва Парагваја, а Томарахо 0,2%.
У народу Чамакоко сачуван је родовски систем, у коме се припадност роду одређује преко мушке линије.